# آنیوس
آنیوس (به لاتین: Anyós) یک روستا در آندورا با جمعیت ۸۵۳ نفر است که در لا ماسانا واقع شده‌است.

## نگارخانه

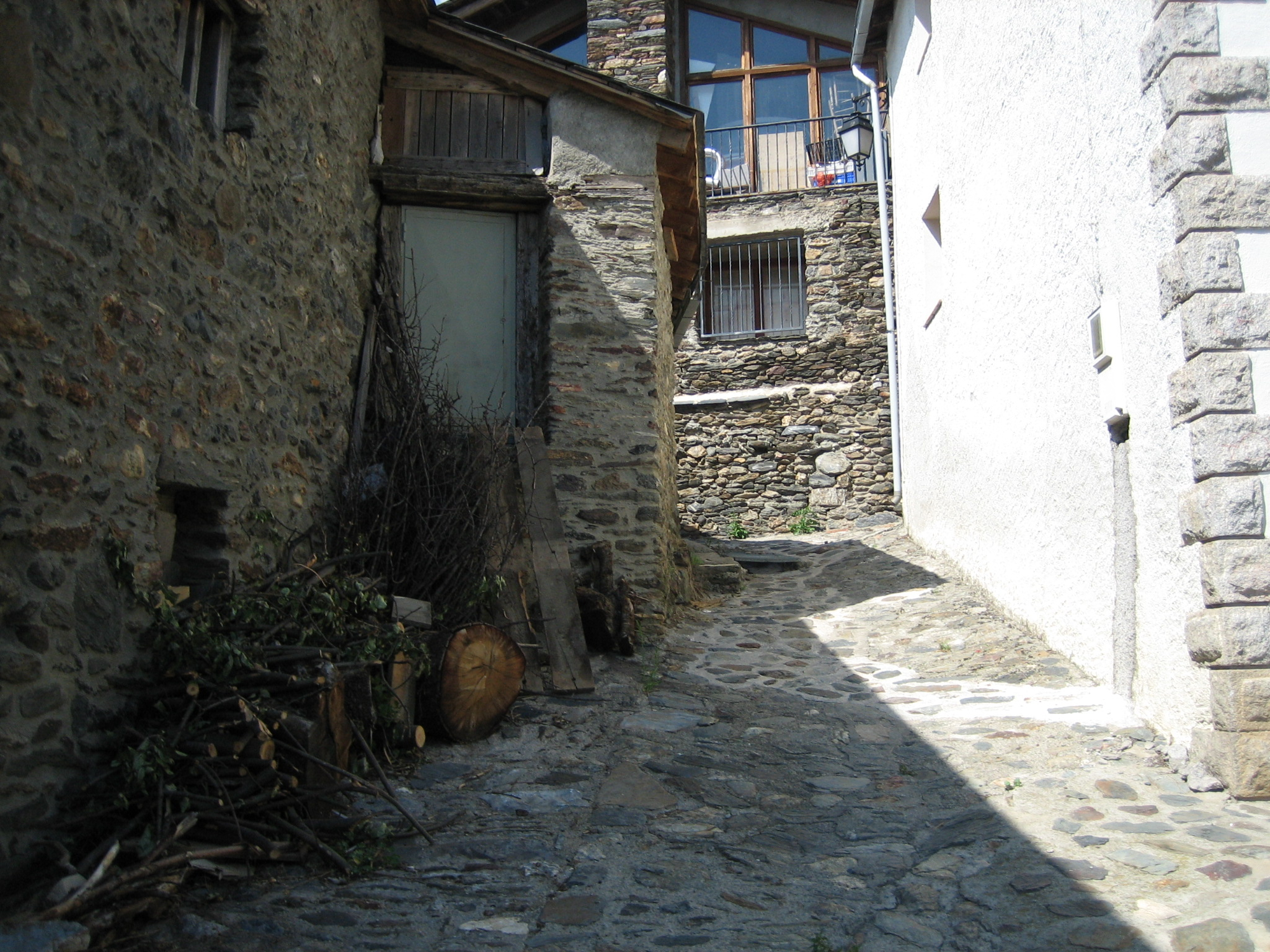
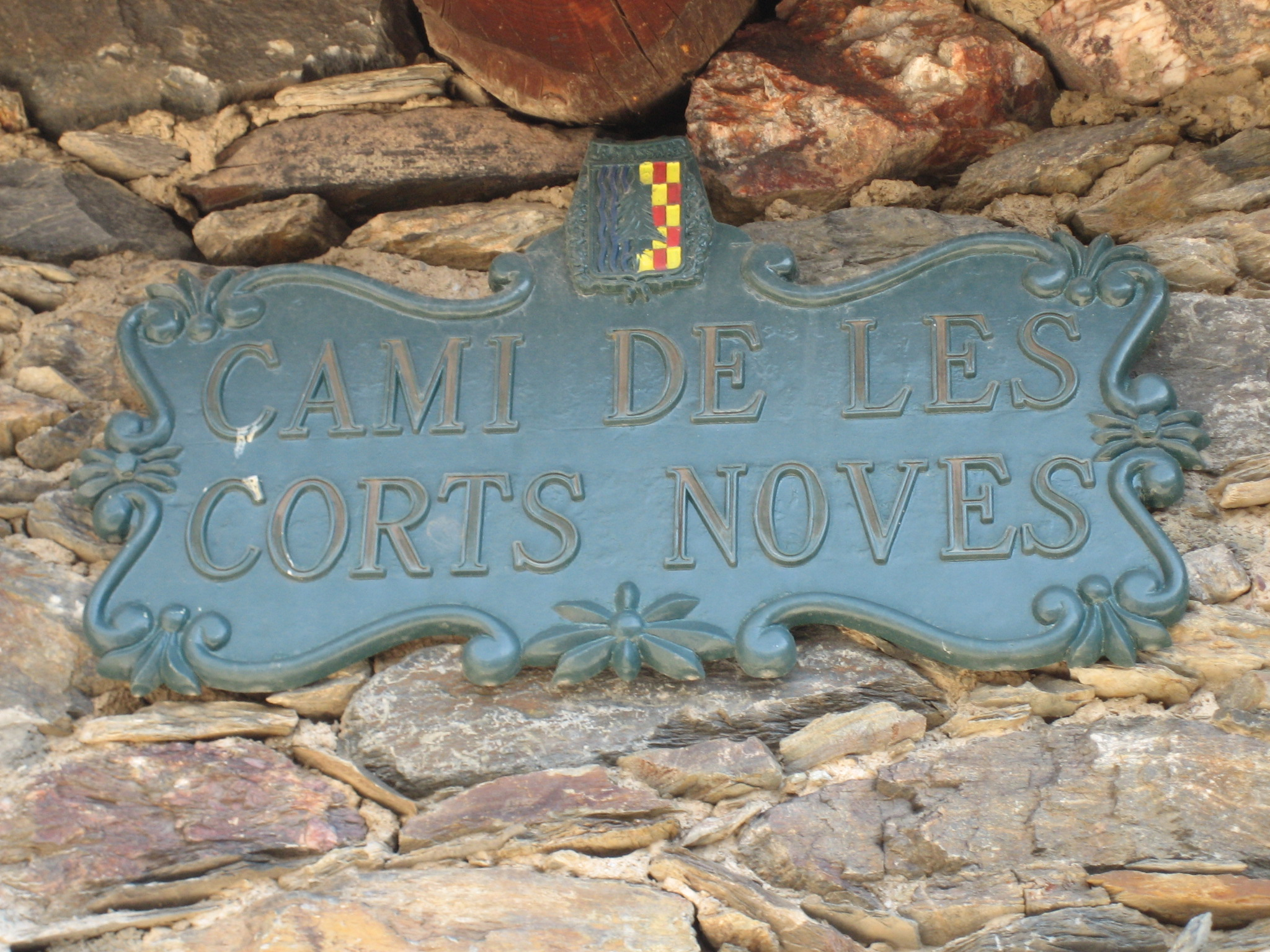
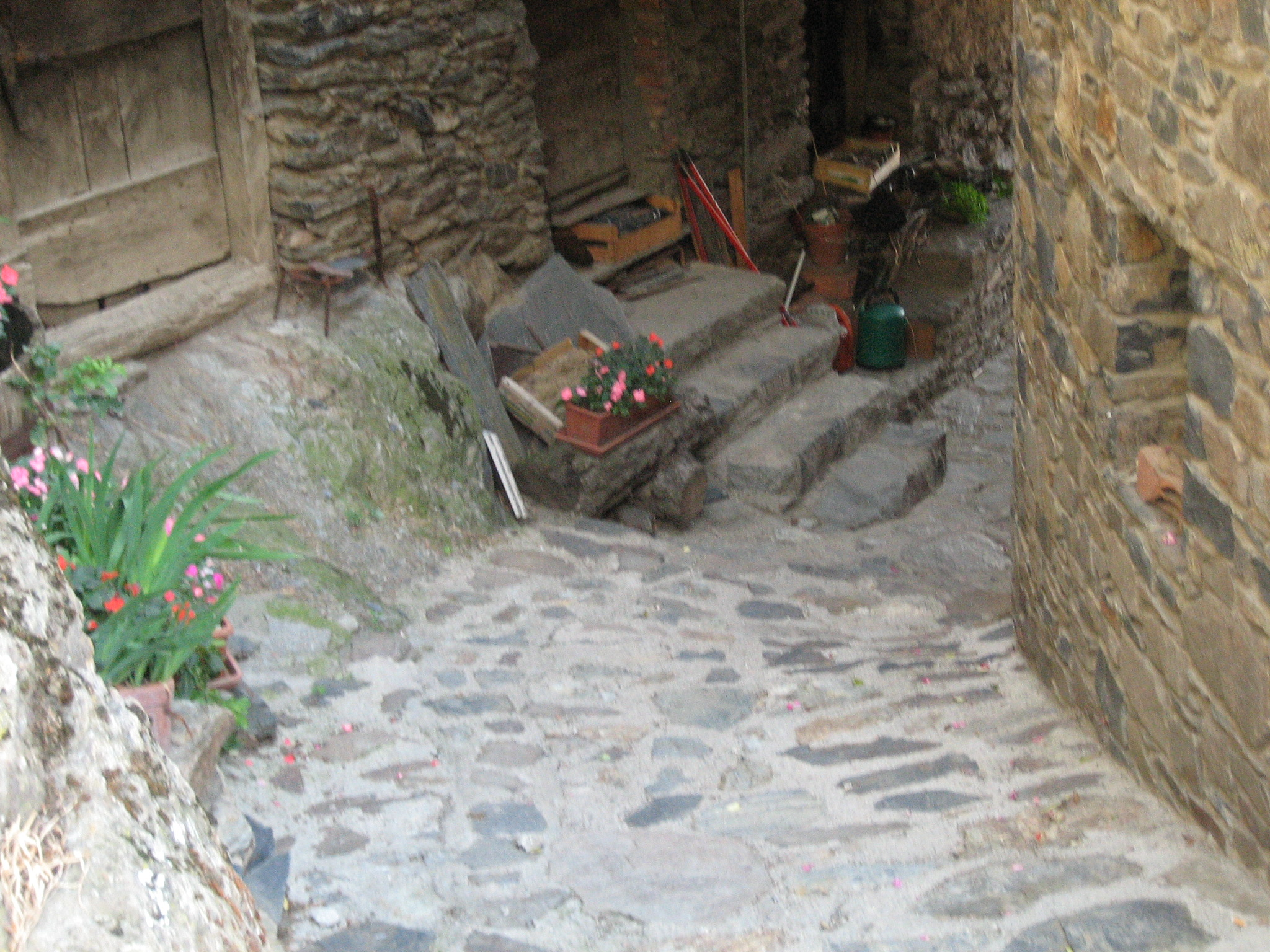
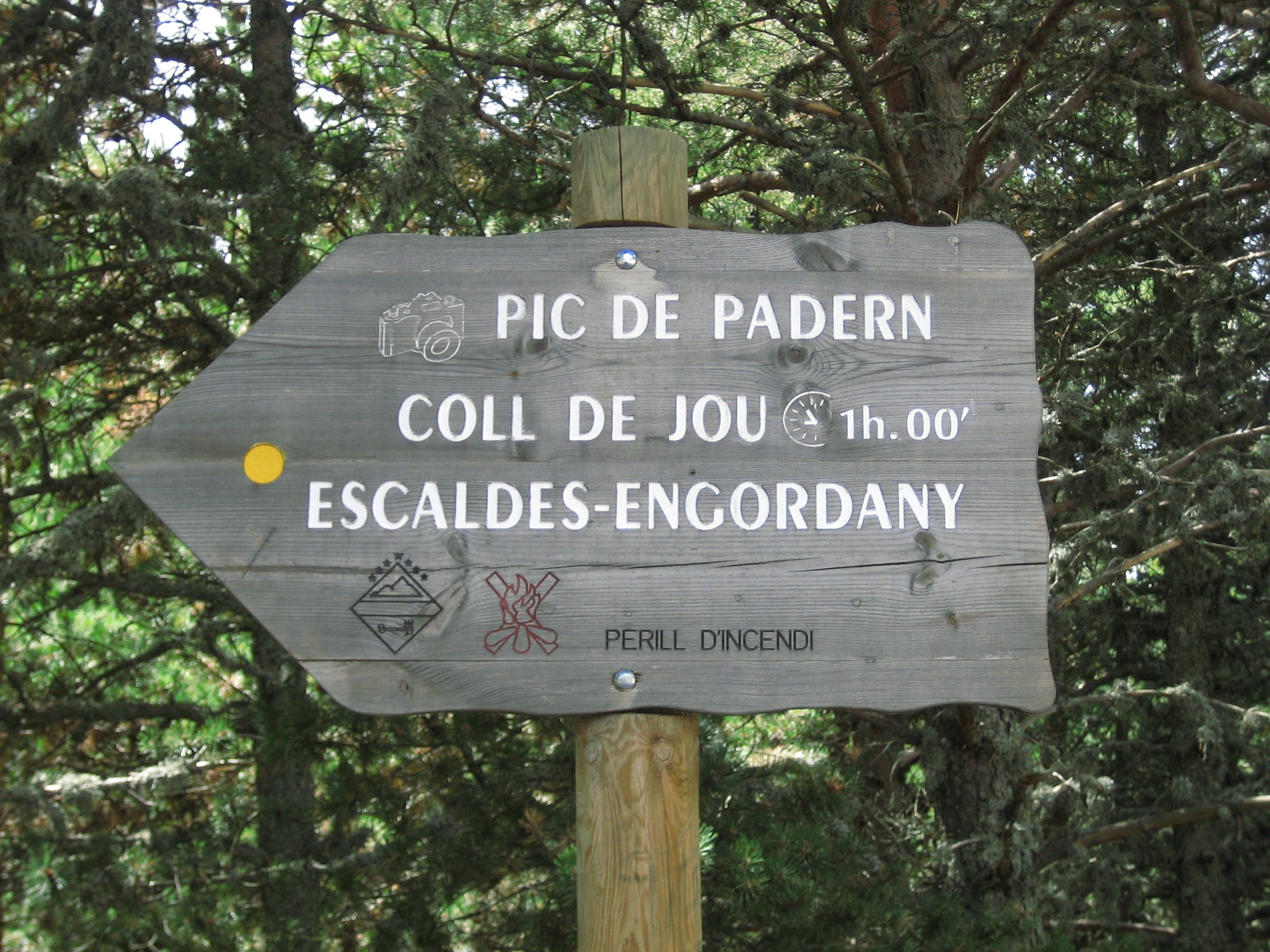
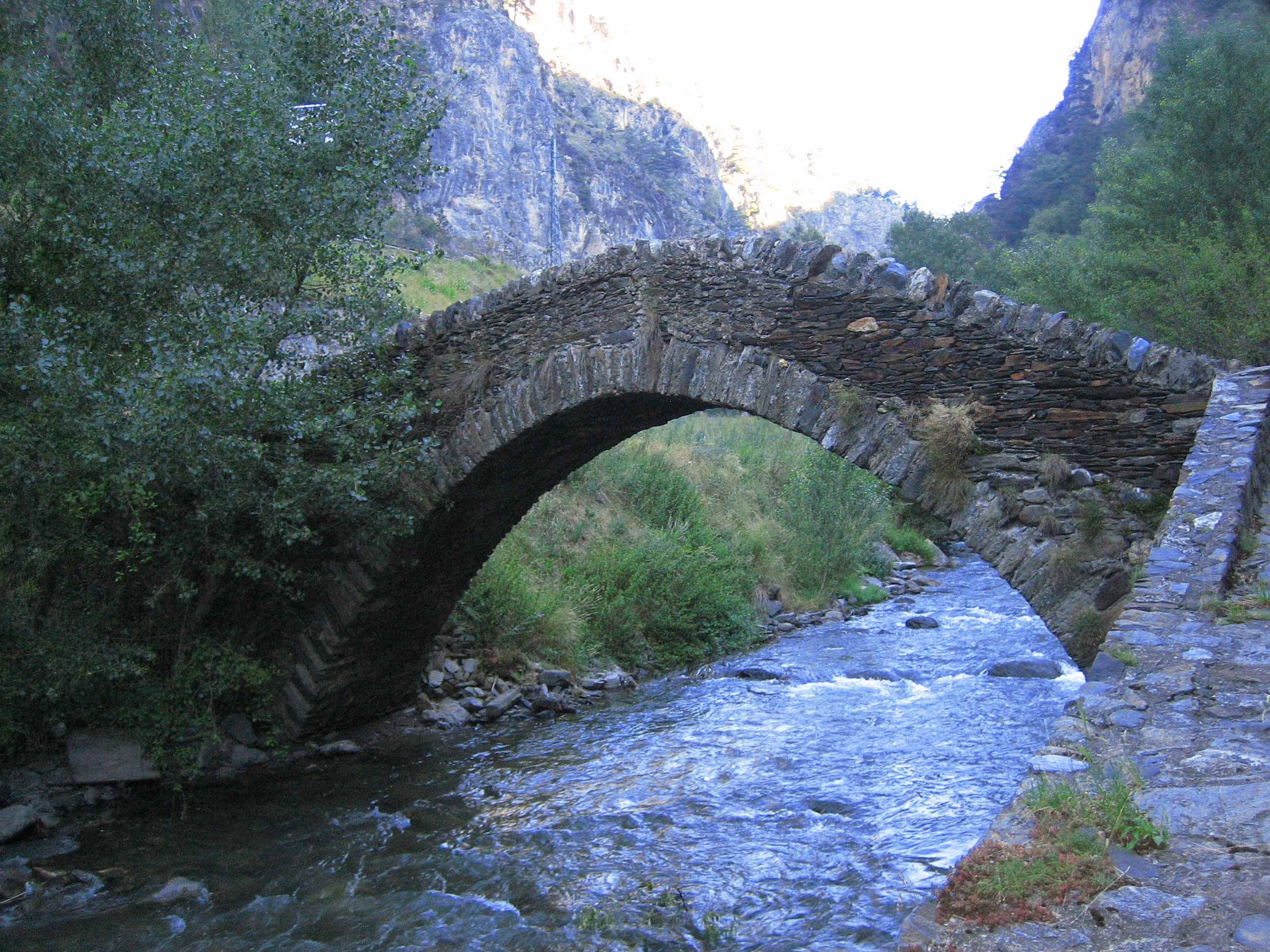
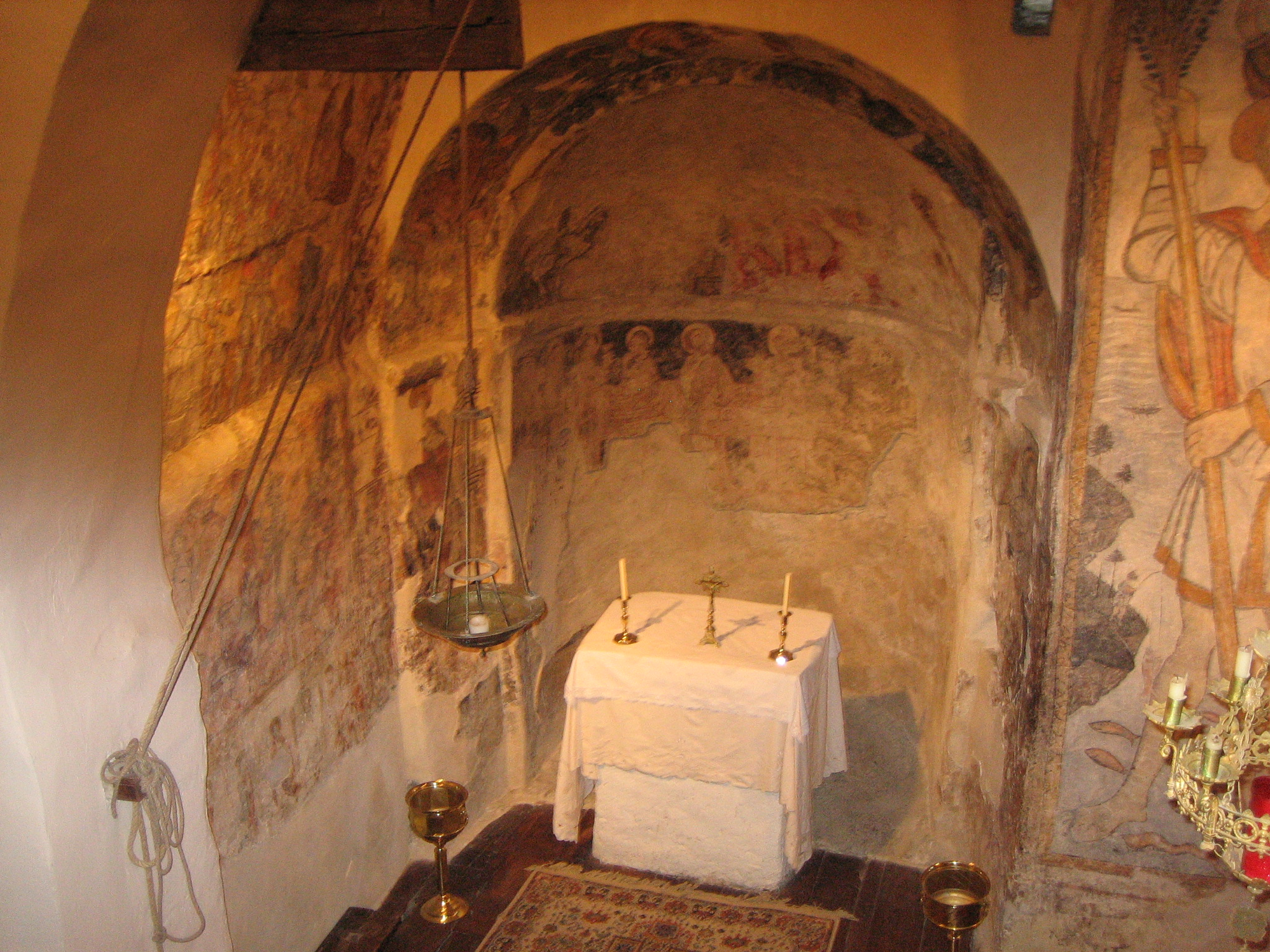
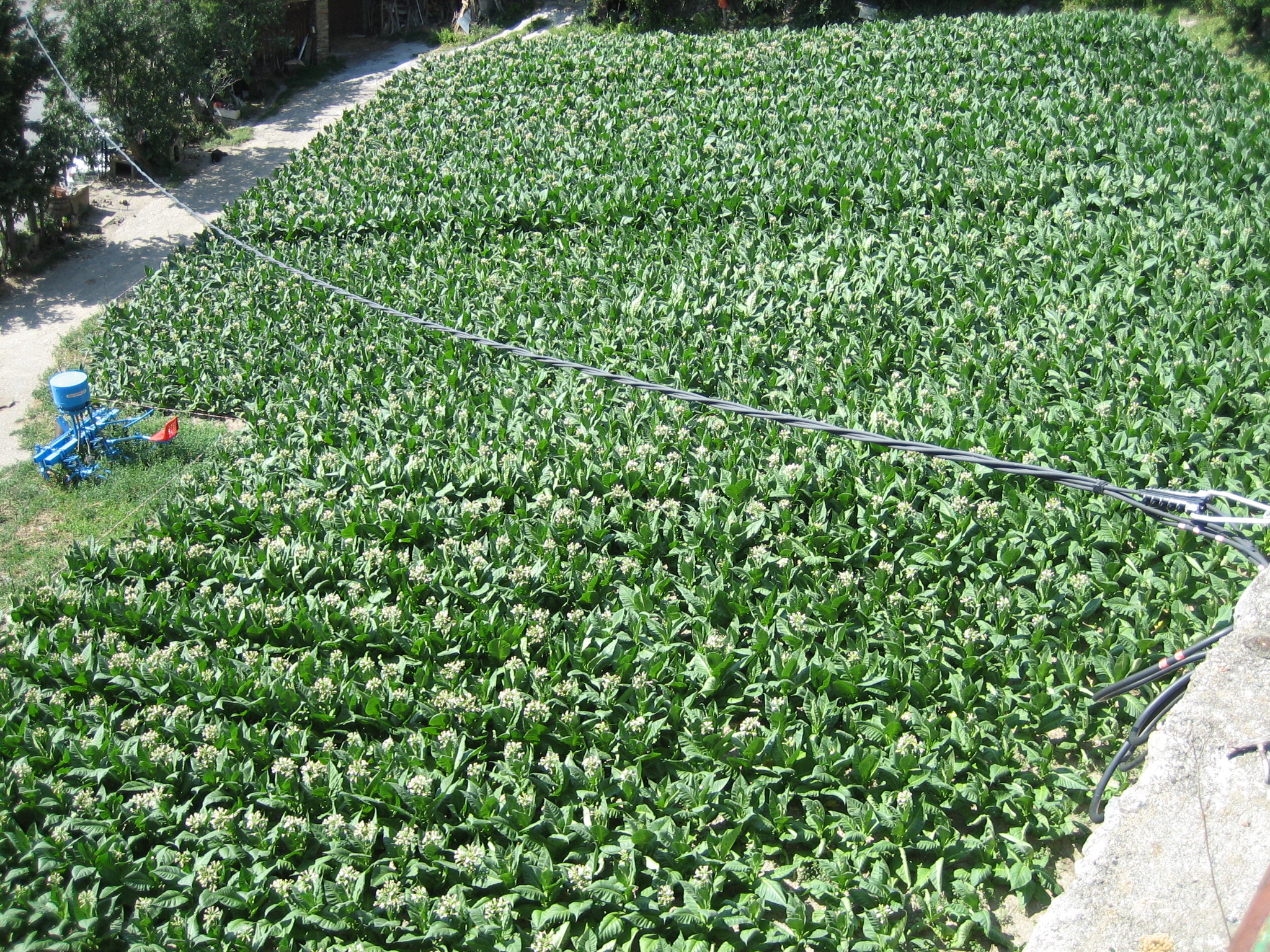
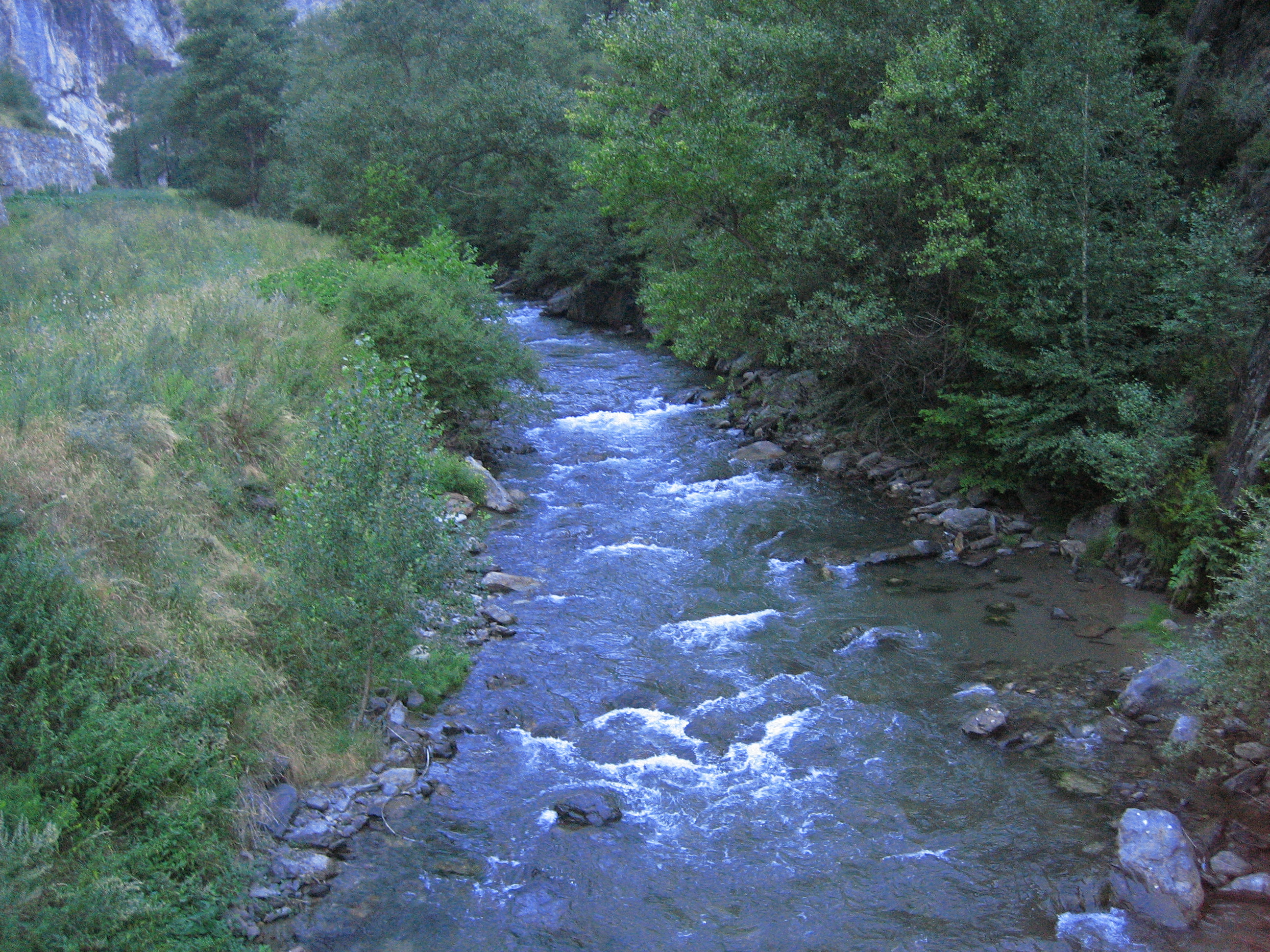